# Кая Лев Ісаакович
Лев Ісаакович Кая (8 червня 1912, Симферополь — 30 вересня 1988, Симферополь
) — радянський інженер-хімік, історик-аматор, кримський краєзнавець, що понад 30 років присвятив вивченню матеріалів Кримського державного обласного архіву. Автор кількох статей з історії караїмів та кримчаків.

## Життєпис
Народився 8 червня 1912 року у Сімферополі. Кримчак. Його батьком був відомий кримчацький просвітитель та етнограф Ісаак Самуїлович Кая (1887—1956). Мати — Ольга Юдівна Хондо, народилася в 1898 році в сім'ї сімферопольського купця 2-ї гільдії Юди Мойсейовича Хондо, за професією педагогиня, яка розпочала свою трудову діяльність як вчителька в Карасубазарській кримчацькій Талмуд-Торі, раптово померла в 1940 році, похована в Керчі. Лев Кая був старшим сином у ній. Молодша сестра — Клара Ісааківна Кая (1916—1975), померла і похована в Одесі. Молодший брат — Яків Ісаакович Кая (1917—1942), зник безвісти на фронті. Племінниця — Наталія Леонідівна Коробач, дочка К. Каї, яка підтримувала тісні стосунки з Левом Ісааковичем аж до його смерті в 1988 році, нині мешкає в м. Ашдоді, Ізраїль. Дружина — Ганна Федорівна Панкова, померла у січні 1988 року у Сімферополі. Двоюрідний брат і близький друг — Яків Бакші (1915—1998), збирач та зберігач пам'яті про Ісаака Каю, економіст за фахом, до останніх днів життя мешкав у Гянджі, Азербайджан.
Кая здобув традиційну початкову освіту в кримчацькій Талмуд-Торі в Карасубазарі (нині м. Білогірськ), завідувачем якої аж до закриття в 1921 був його батько Ісаак Кая. Закінчив середню школу в Сімферополі, пізніше вступив до Казанського індустріального технікуму. Продовжив навчання у Ленінградському хіміко-технологічному інституті. Після отримання диплома був направлений на роботу до міста Грозного. З 1940 року і аж до арешту 1942 року обіймав посаду головного інженера карбідного заводу.
16 травня 1942 року заарештований в Грозному. Пізніше, 1 березня 1944 року за звинуваченням у контрреволюційному саботажі та зв'язку з німецькою розвідкою (ст. 58-14 КК РРФСР) засуджено до 10 років позбавлення волі з ув'язненням у ВТТ (про вирок дізнався вже в таборі). Основну частину терміну відбував у ВТК Узбекистану, у 1948 переведений у Горлаг у Норильську. Звільнений 1951 року, повністю реабілітований через шість років — 1957 року. Згодом повернувся на батьківщину (1953 року переїжджає на постійне проживання до Сімферополя). У 1960-х — 1970-х роках працював начальником кисневої станції.
Після смерті батька, видатного кримчацького просвітителя Ісаака Каї (помер 30 березня 1956 року, похований на 3-му єврейському цвинтарі м. Одеса), Лев Ісаакович виявляє великий архів етнографічних матеріалів, лінгвістичних праць та досліджень з кримчанської тематики. За спостереженням М. Коробач, знайомство та вивчення архіву батька визначили заняття краєзнавця на наступні 30 років.
Помер 30 вересня 1988 року у Сімферополі. Похований на міському цвинтарі «Абдал».

## Краєзнавча діяльність
Із середини 1960-х активно займався вивченням матеріалів Кримського обласного державного архіву. У сферу досліджень краєзнавця входила історія, культура, мова та етнографія старожильчих іудейських громад Криму: караїмів і раббанітів-кримчаків. Науковий інтерес Лева Каї поширювався також на історію литовських, польських і західноукраїнських караїмських громад. Лев Кая вручну переписав і частково опрацював значний обсяг архівних документів, що становлять собою велику наукову цінність. Переписав практично всі російськомовні справи із фонду Таврійського та Одеського караїмського духовного правління (Ф. № 241), що зберігалися у Кримському обласному державному архіві (КОДА). Окремий інтерес становлять також передруковані ним на друкарській машинці рідкісні публікації з історії та етнографії караїмів, переклад на російську книгу С. Шишмана, а також колекція самодіяльних робіт караїмських та кримчацьких авторів. Серед них — праці Семіти Кушуль, З. Сінані, В. Ачкіназі,Бориса Кокеная та деяких інших.
Лев Ісаакович тісно співпрацював і вів велике листування з вченими: В.Черніним, М. Езером (Макушкіним), М. Полінською, І. Котлером, М. Куповецьким, О. Хазановим, К. Старковою, В Філоненком, В. Лебедєвим, Р. Каплановим, А. Торпусманом, Є. Сатановським, М. Членовим, Л. Черенковим та інші фахівці з гебраїстики, філології та тюркології в СРСР середини 1970-х — кінця 1980-х років. З листування Лева Ісаковича з ученими можна багато чого довідатися не тільки про біографію і праці дослідника, а й почерпнути важливу інформацію про стан кримчацької та караїмських громад того періоду: Кая розповідає про провідні персоналії общинного життя того часу. Крім того, там же він повідомляє про свої дослідження: листи багато в чому доповнюють праці Каї, оскільки саме в них краєзнавець з гіркотою говорить про проникнення міфологеми про тюркське походження в кримчацьке середовище. Крім цього, дослідник занурюється і в більш ранні періоди історії свого народу, викладаючи цінні відомості, наводячи водночас посилання на джерела, які він так і не включив у свої роботи.

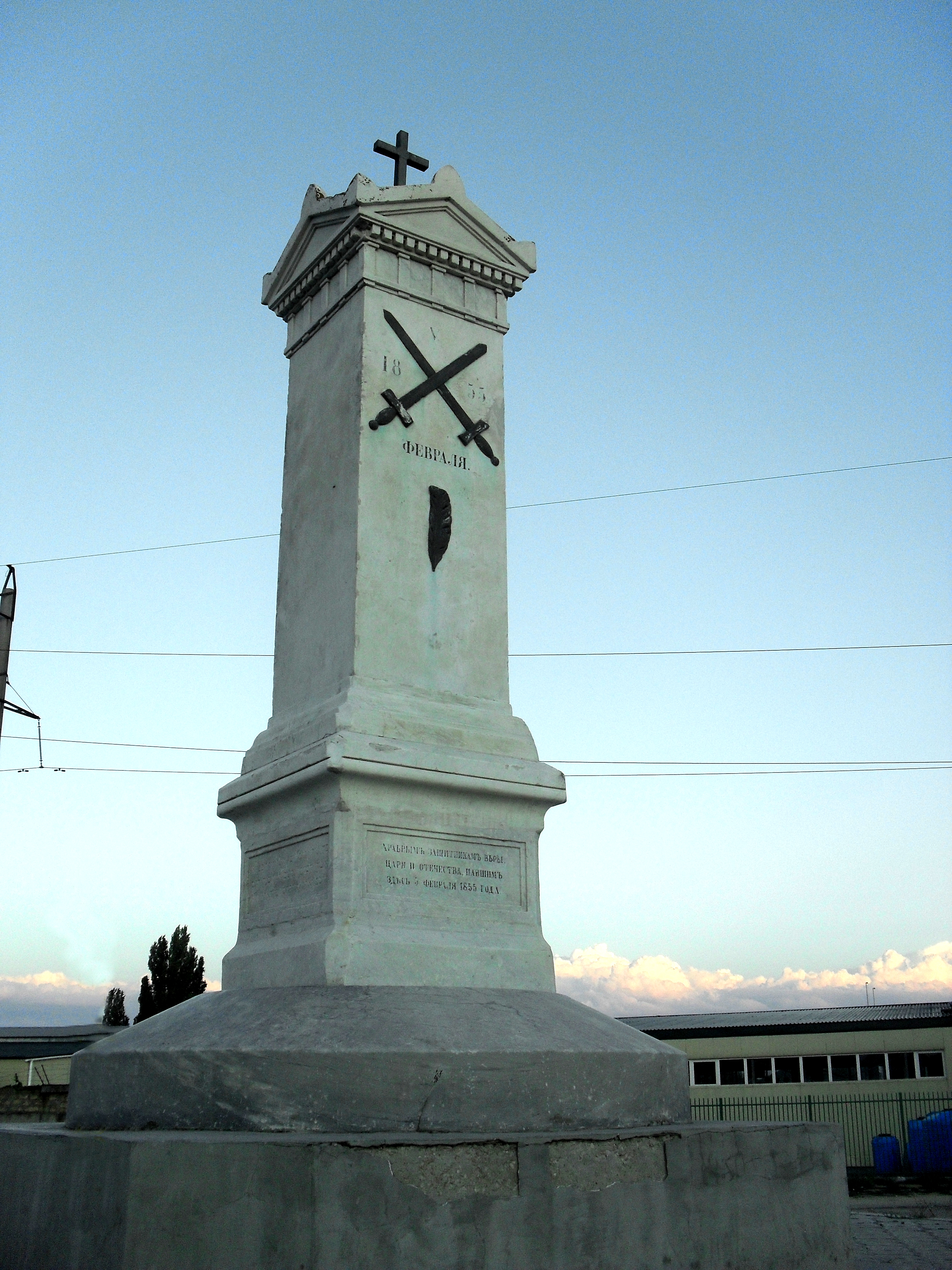
Хрест над пам'ятником російським воїнам, які загинули під час штурму Євпаторії 17 лютого 1855 року, відновлено за клопотанням Каї

У нарисах, написаних Левам Каєю в останні роки життя, автор вступає в гостру полеміку з караїмськими громадськими діячами, вченими минулого і сьогодення, що спеціалізуються на цій тематиці, які, на його думку, навмисне, відмовляючись від їхнього юдейського минулого, фальсифікували етнічну історію караїмів, вигадуючи різного роду міфологеми про етногенез і мову власного народу. Явище фальсифікації та спотворення історії, на думку Лева Каї, було спричинене в караїмів бажанням дистанціюватися від важкої долі єврейського народу, який зазнав релігійної дискримінації в Російській імперії, зазнав величезних втрат у Голокості та зазнав різного роду переслідувань з причини «п'ятого пункту» в післявоєнний радянський період.
Майстерно володіючи матеріалом і володіючи енциклопедичними знаннями, Лев Кая послідовно виступав проти фальсифікації історії, ґрунтуючись на власних архівних знахідках. За стилістикою викладу праці краєзнавця близькі до публіцистики: давалася взнаки відсутність системної історичної освіти, а також знань у методології написання наукових праць та аналізі джерел. Статті потребують докладних коментарів фахівців: історик-любитель Кая, закликаючи опонентів до дискусії, не приховував при цьому особистого, часто негативного, ставлення до того чи іншого автора або караїмського громадського діяча.
Проте, незважаючи на їхній дещо аматорський і емоційний характер, статті Лева Каї мали свого часу — і мають зараз — велике академічне значення. У 1980-ті роки вони стали ластівками процесів перебудови і гласності, що насувалися, які торкнулися, зокрема, і наукового світу. Його статті поширювалися тоді як своєрідний напівлегальний самвидав і читалися, мабуть, десятками найрізноманітніших людей. Недарма одну з його статей було опубліковано у відомому самвидавському журналі того часу — Єврейському історичному альманасі. Сам Кая, звісно, мріяв про публікацію своїх робіт в офіційній радянській пресі та наукових виданнях, але навіть у роки перебудови його праці були надто різкими й незручними. Єдиною прижиттєвою публікацією Лева Каї в радянських органах преси стала коротка замітка про історію Чуфут-Кале, опублікована 1979 року мовою ідиш.
В 1981 завдяки вимогам Лева Каї був відновлений хрест над пам'ятником російським воїнам, що загинули при штурмі Євпаторії під час Кримської війни. У 1983 році, також на наполегливу вимогу Каї, було демонтовано безмогильну пам'ятку Б. Кокенаю на караїмському цвинтарі поблизу Чуфут-Кале (повернутий на місце в 1989 караїмським товариством).

## Спадщина
Частина наукового архіву Лева Каї нині зберігається в окремому фонді Р-4967 «Кая Лев Ісаакович — краєзнавець» Державного архіву Республіки Крим у Сімферополі (213 справ за 1892—1988 роки). Друга частина архіву (особистий фонд Лева Каї) знаходиться у Міжрегіональній громадській організації «Федерація єврейських організацій та громад — Ваад (Рада)» у Москві.
Декілька робіт дослідника опубліковано в наші дні в Криму та Ізраїлі. Восени 2022 року було видано збірку статей та документів «Між століть, епох та доль. Кримчаки та караїми Кримського півострова у XVIII—XX століттях» (редактори-упорядники М. Я. Гурджі та М. Б. Кизилов), до якого включені всі раніше невидані праці краєзнавця.

## Критика
Д. Прохоров і О. Білий так оцінюють праці Л. І. Кая, об'єднані темою «Нариси з історії караїмів у Росії»: 
На жаль, поряд із використанням документального матеріалу архіву, роботи Л. І. Каї вирізнялися полемічним характером і певною тенденційністю; дослідник мав схильність лише на підставі неоднозначних фактів політичної історії караїмів XIX—XX ст. однозначно вирішувати багато питань етногенезу й етнічної історії цього народу…